# Stora sjöarna-regionen

Karta över de delstater och provinser som ingår i Stora sjöarna-regionen.

Karta över Stora sjöarna-bassängen.

Stora sjöarna-regionen (engelska: Great Lakes Region), mer sällan "Området runt de stora sjöarna"  är en region i Kanada och USA som innefattar de delstater och provinser som har minst en strand till en av Stora sjöarna.

## Definition och ledning
En regionell samordning finns i form av Stora sjöarna och St. Lawrence guvernörer och styrande ministrar-konferensen (engelska: Conference of Great Lakes and St. Lawrence Governors and Premiers) vars uppdrag, som namnet antyder, även innefattar Saint Lawrencefloden.
De delstater och provinser som innefattas i regionen är:
- Illinois (USA)
- Indiana (USA)
- Michigan (USA)
- Minnesota (USA)
- New York (USA)
- Ohio (USA)
- Ontario (Kanada)
- Pennsylvania (USA)
- Wisconsin (USA)

Kanadensiska Quebec innefattas i samarbetet och även ibland i definitionen av regionen, eftersom den ligger längs Saint Lawrencefloden som även om den inte är del av Stora sjöarna är del av samma vattensystem.

## Namn
Namnet är taget från den geologiska formationen Stora sjöarna-bassängen (engelska: Great Lakes Basin), det flodområde som omgärdar Stora sjöarna.

## Befolkning
Innan européer koloniserade kontinenten beboddes området av Irokeser runt Eriesjön och Ontariosjön. Algonkiner bodde runt de flesta andra sjöarna. Även grupper av andra folk bodde i regionen, däribland Menominee, Ojibwa, Illiniwek, Neshnabé, Huron, Shawnee, Eirez, Meskwaki, Myaamiaki och Winnebago. 
När de första europeiska bosättningarna började dyka upp tidigt 1600-tal försörjde sig många av dessa grupper på omfattande pälshandel med de franska, holländska och engelska handelsmännen.
| Delstat eller provins | Befolkning (2017) |
| --------------------- | ----------------- |
| New York              | 19 849 399        |
| Illinois              | 12 869 257        |
| Ontario               | 13 448 494        |
| Pennsylvania          | 12 805 537        |
| Ohio                  | 11 614 373        |
| Michigan              | 9 962 311         |
| Minnesota             | 5 576 606         |
| Indiana               | 6 516 922         |
| Wisconsin             | 5 778 708         |
| TOTAL                 | 98 421 607        |

## Politik
Med nordvästförordningen (engelska: Northwest Ordinance) av 1787 färdigställdes det underlag med vilket de delstater som låg söder om Stora sjöarna skulle ingå i amerikas förenta stater som jämbördiga med de tretton grundande delstaterna. Förordningen, som antogs precis innan konstitutionen skrevs, var ett radikalt progressivt dokument som bland annat förbjöd slaveri, förbjöd förstfödslorätt, lagstadgade allmän skolgång och föreskrev att samtliga invånare, även indianer, skulle behandlas fredligt och åtnjuta lagligt skydd.